# Idiodorylaimus novaezealandiae
Idiodorylaimus novaezealandiae är en rundmaskart som först beskrevs av Nathan Augustus Cobb 1904.  Idiodorylaimus novaezealandiae ingår i släktet Idiodorylaimus och familjen Aporcelaimidae. Inga underarter finns listade i Catalogue of Life.